# San Miguel Petapa
Petapa – miasto w południowej Gwatemali, w departamencie Gwatemala, siedziba gminy San Miguel Petapa. W 2006 roku gmina liczyła 189 tys. mieszkańców. Przemysł spożywczy.
W mieście znajduje się stadion Estadio Julio Armando Cobar. Mecze rozgrywa na nim lokalny klub piłkarski Deportivo Petapa.
- World Gazetteer